# Боплан, Артур де

Афиша водевиля Артура де Боплана «Thérèse, ou Ange et diable». 1859

Виктор Артур Руссо де Боплан (фр. Arthur de Beauplan; 20 июня 1823, Париж — 11 мая 1890, там же) — французский драматург, либреттист

.

## Биография
Родился в семье писателя и композитора Амеди де Боплана (1790—1873).
Автор ряда водевилей, комедий и либретто комических опер композиторов Адольфа Адама («La poupée de Nuremberg», 1852), Фердинана Пуаза («Bonsoir, voisin», 1853) и Теодора Дюбуа («Le Pain bis ou La Lilloise», 1879), сотрудничал с драматургами Адольфом де Лёвеном и Леоном Леви Брансуиком.
В 1868 году был назначен имперским комиссаром Театра Одеон, затем нескольких оперных театров и Парижской консерватории, позже в 1871 году стал заместителем директора Академии изящных искусств Франции.
Умер в Париже. Похоронен на кладбище Монмартр.

## Избранные произведения
- Les Suites d’un feu d’artifice, водевиль 1848
- Les Grenouilles qui demandent un roi, водевиль, 1849
- La Montagne qui accouche, водевиль, 1849
- Rosette et nœud coulant, водевиль, 1850
- Un coup d’État, водевиль, 1850
- L’Amour mouillé, комедия-водевиль, 1850
- Suffrage Ier ou le Royaume des aveugles, водевиль, 1850
- Les Pavés sur le pavé, ревю-водевиль, 1850
- Les Baignoires du Gymnase, водевиль, 1850
- Le Règne des escargots, ревю-водевиль, 1850
- Hortense de Cerny, комедия, 1851
- Claudine ou les Avantages de l’inconduite, этюд-пастораль, 1851
- Thérèse, ou Ange et Diable, комедия-водевиль, 1852
- Élisa ou Un chapitre de l’Oncle Tom, комедия, 1853
- Boccace ou le Décaméron, комедия, 1853
- Un notaire à marier, комедия-водевиль, 1853
- Un coup de vent, водевиль, 1853
- Le Lys dans la vallée, драма, 1853
- Un feu de cheminée, водевиль, 1853
- Un mari qui ronfle, водевиль, 1854
- Les Pièges dorés, комедия, 1856
- Les Toquades de Boromée, водевиль, 1856
- Les Marrons glacés, комедия, 1856
- L'École des ménages, комедия, 1858
- Les Plantes parasites ou la Vie en famille, комедия, 1862

Комические оперы
- La Poupée de Nuremberg, комическая опера, 1852
- Guillery le Trompette, комическая опера, 1852
- Bonsoir, voisin, комическая опера, 1853
- Dans les vignes, 1854
- Mam’zelle Geneviève, комическая опера, 1856
- Le Pain bis ou La Lilloise, комическая опера, 1879